# Acacia longispinea
Acacia longispinea là một loài thực vật có hoa trong họ Đậu. Loài này được Morrison miêu tả khoa học đầu tiên.